# Briony Cole
Pour les articles homonymes, voir Cole.
Briony Christine Cole, née le 28 février 1983 à Melbourne, est une plongeuse australienne.

## Carrière
Lors des Jeux olympiques d'été de 2008 à Pékin, Briony Cole remporte avec Melissa Wu la médaille d'argent de l'épreuve du haut-vol à 10 mètres synchronisé.